# Šišel'
Il Šišel' (in russo Шишель?) è un vulcano a scudo situato nella Kamčatka.